# Apobletes rubrofemoratus
Apobletes rubrofemoratus är en skalbaggsart som beskrevs av Lewis 1902. Apobletes rubrofemoratus ingår i släktet Apobletes och familjen stumpbaggar. Inga underarter finns listade i Catalogue of Life.